# Baden (Schiff, 1883)
Die Panzerkorvette Baden war das vierte Schiff der Sachsen-Klasse, einer Klasse von vier Kriegsschiffen der Kaiserlichen Marine. Kiellegung war 1876 bei der Kaiserlichen Werft in Kiel. Der Stapellauf erfolgte am 28. Juli 1880, die Indienststellung am 24. September 1883.

## DieSachsen-Klasse

Detail der Panzerung des Panzerschiffs Sachsen

Erste Planungen für die Schiffe der Klasse entstanden bereits 1861. Die vier geplanten Schiffe waren vor allem für die Küstenverteidigung im Einsatzraum Ostsee vorgesehen. Da der Bauauftrag an der Stettiner Werft schneller fertig war als der erste Auftrag an der Kaiserlichen Werft in Kiel, wurde die Sachsen (Haushaltsname: „Panzerschiff B“) unvorhergesehen zur Namensgeberin ihrer Klasse. Typschiff wäre sonst ihr Schwesterschiff Bayern („Panzerschiff A“) geworden. Ab 1884 waren alle vier Schiffe einsatzfähig.
Von März bis September 1901 war Kapitän zur See Eugen Kalau vom Hofe (1856–1935) Kommandant der Baden.

## Technische Daten
Die Schiffe hatten eine Länge von 97,8 m und eine Breite von 18,3 m. Die Bewaffnung bestand aus sechs 26-cm-Ringkanonen mit der Kaliberlänge 22. Vier der sechs Geschütze waren in der Mitte des Schiffes positioniert und zwei in vorderen offenen Barbetten. Ab 1886 verfügte das Schiff außerdem über fünf Torpedorohre (2× 45 cm in den Seiten, 2× 35 cm im Bug und 1× 35 cm im Heck). Die Panzerung bestand aus Schmiedeeisen. Die Panzerplatten der Zitadelle waren 203–254 mm dick. Das Deck hatte 51–64 mm dicke Panzerplatten. Die Besatzung zählte zwischen 317 und 377 Mann. Der Antrieb bestand aus zwei liegend eingebauten Dampfmaschinen mit acht Kofferkesseln in zwei getrennten Maschinenräumen. Die Schornsteine waren deshalb paarweise nebeneinander angeordnet; dies führte zum Spitznamen „Zementfabrik“.
Die Schiffe dieser Klasse waren die ersten der Kaiserlichen Marine, die ohne Hilfsbeseglung gebaut wurden. In den Jahren 1896 bis 1899 wurden sie umgebaut und erhielten dabei neue Kesselanlagen mit nur noch einem großen Schornstein.

## Schicksal

„S.M. Linienschiff Baden“ (Hugo Graf, 1900). Ansicht nach dem Umbau

Die Baden wurde am 24. Oktober 1910 aus der Liste der Kriegsschiffe gestrichen. Von 1912 bis 1918 diente sie als Sperr- und Verteidigungshulk, von 1920 bis 1938 als Zielhulk auf Stollergrund.
In den Jahren 1939 bis 1940 wurden sie in Kiel abgewrackt.